# Rudi Engel

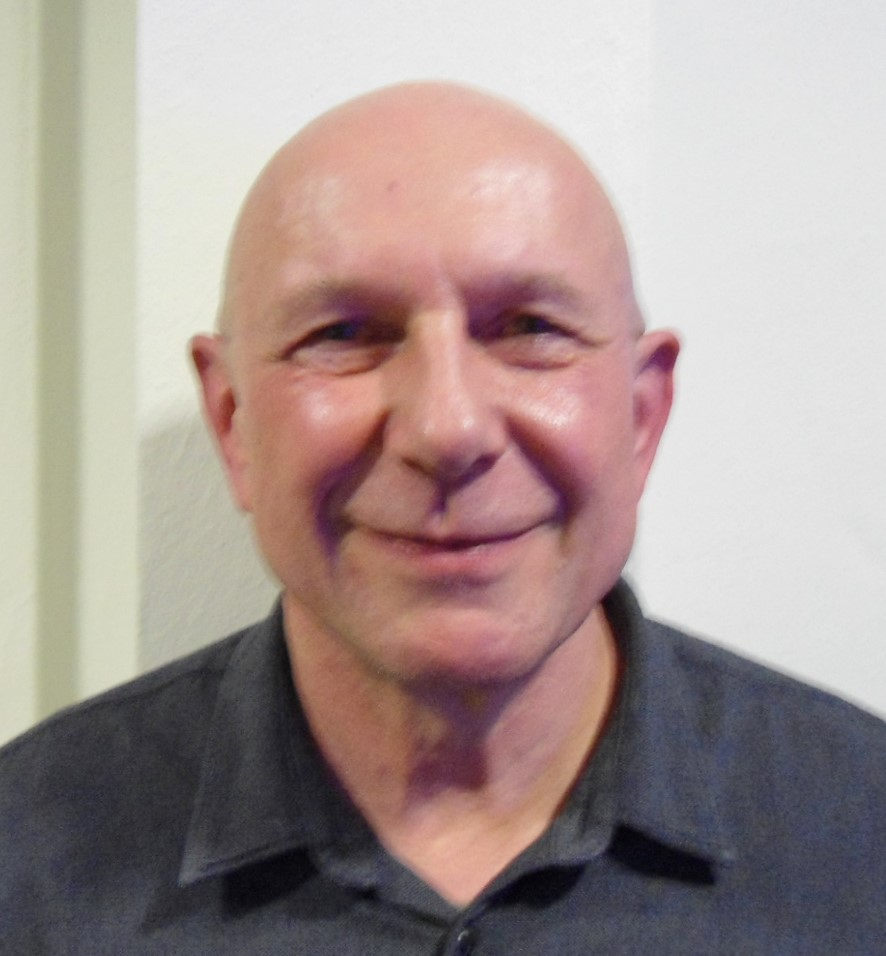
Rudi Engel

Rudi Engel (* 1957 in Volkach) ist ein deutscher Jazzmusiker (Kontrabass).

## Leben und Wirken
Engel studierte an den Musikhochschulen in Würzburg und Frankfurt klassischen Kontrabass (Diplom 1984) und absolvierte jazzbezogene Workshops bei Ron Carter, Barre Phillips, Ron McClure und Rufus Reid. 
Engel gehörte zu den Gruppen von Bernhard Pichl, Tine Schneider und Dieter Köhnlein, sowie zur Bigband von Russ Spiegel und zum Quartett von Ernie Watts. Hochkonzentriertes Spiel, intensive musikalische Kommunikation und knorrige, bluesgeladene Soli machten ihn zum Begleiter von Ack van Rooyen, Jorge Rossy, Tony Lakatos, Leszek Zadlo, Benny Bailey, Bob Mintzer, Bobby Shew, Dusko Goykovich, Bob Mintzer, Javon Jackson, Wolfgang Lackerschmid, Charlie Mariano, Roman Schwaller, Karl Berger und Joan Faulkner. Mit dem Vibraphonisten Bill Molenhof tourte er in Nordamerika. Ebenso ist er auf Alben von WüTrio, Dusko Goykovich/Scott Hamilton, Sabine Kühlich/Sheila Jordan, Nicole Metzger und Annette Neuffer vertreten.
Zudem war Engel bis Herbst 2023 Professor für Jazz-Bass an der Musikhochschulen in Würzburg und Dozent an der Musikhochschule Nürnberg.